# Gymnastique rythmique aux Jeux olympiques d'été de 1996
Pour un article plus général, voir Gymnastique aux Jeux olympiques d'été de 1996.
Navigation
Barcelone 1992 Sydney 2000

## Épreuve individuelle
| Médaille                            | Nom                      | Pays    | Points |
| ----------------------------------- | ------------------------ | ------- | ------ |
| Médaille d'or, Jeux olympiques      | Ekaterina Serebrianskaya | Ukraine | 39.683 |
| Médaille d'argent, Jeux olympiques  | Yana Batyrchina          | Russie  | 39.382 |
| Médaille de bronze, Jeux olympiques | Elena Vitrichenko        | Ukraine | 39.331 |

## Épreuve par équipes
| Médaille                            | Nom | Pays     | Points |
| ----------------------------------- | --- | -------- | ------ |
| Médaille d'or, Jeux olympiques      | Marta Baldó Marín Nuria Cabanillas Provencio Estela Giménez Cid Lorena Guréndez García Tania Lamarca Celada Estíbaliz Martínez Yerro | Espagne  | 38.933 |
| Médaille d'argent, Jeux olympiques  | Ina Delcheva Valentina Kevlian Maria Koleva Maya Tabakova Ivelina Taleva Viara Vatashka                                              | Bulgarie | 38.866 |
| Médaille de bronze, Jeux olympiques | Evguenia Bochkareva Olga Chtyrenko Irina Dziouba Angelina Iouchkova Ioulia Ivanova Elena Krivochei                                   | Russie   | 38.365 |